# ブラザー イン アームズ ヘルズハイウェイ
『ブラザー イン アームズ ヘルズハイウェイ』(Brothers in Arms: Hell's Highway)は、ユービーアイソフトから発売された『ブラザー イン アームズ』第3シリーズのうちの1作である。海外では携帯ゲーム機用のソフトが発売されているため実際は第6作目となる。日本国内ではXbox 360版が2008年10月30日に、プレイステーション3(PS3)版が同年11月27日に発売され、北米ではさらにWindows版も発売されている。北米ではXbox 360版およびPS3版が2008年9月23日に、Win版が同年10月7日に発売された。またヨーロッパ各国では3日遅れとなる9月26日、10月10日にそれぞれ発売された。

## 概要
前作の『名誉の代償』では、ジョー・"レッド"・ハートソック軍曹が主人公であったが、今作は『ロード トゥ ヒル サーティー』に続き、マット・ベイカー軍曹が主人公である。そして、アンリアルエンジン3を搭載し、大幅にグラフィックが華麗に仕上がっており、より本格的な戦場を演出している。建物、遮蔽物等のオブジェクトには物理計算を基に破壊が可能。新たに分隊には『バスーカ部隊』が加わったことで様々な戦力の立案が出来るようになった。マルチプレイについては最大人数20人と増え新要素も取り入れられ、プレイヤーはアメリカ軍とドイツ軍に分かれ、リーダー、タンクチーム、スペシャリスト、ライフル兵のいずれかに属してリーダーの指揮のもと戦う。
日本語版とドイツ語版は暴力表現に関して、大幅な表現規制がかけられている。そのため、キャラクターの負傷などに矛盾が生じるシーンも多い。

## ストーリー
司令部はマーケット・ガーデン作戦、兵士はヘルズハイウェイ。それぞれ作戦名の呼び方は違えどドイツ軍へ大きな打撃を与えた連合軍は1944年9月から広い大陸を進撃開始。
だが、第101空挺師団は苦戦を強いられ続けて大勢の尊い命が奪われた。
連合軍は過酷な任務を請負いながらもドイツ本国への進軍を決意。
そして、1944年9月17日。史上最大の作戦である「ノルマンディー上陸作戦」を引き継ぐ「マーケット・ガーデン作戦」が決行される。マット・ベイカー軍曹が率いる様々な兵士を描いた人間ドラマの幕を開く。

## 登場人物

### 第101空挺師団F中隊第3分隊
マット・ベイカー軍曹（Sgt. Matt Baker）
声：楠大典
本作の主人公であり、第1作「ロード トゥ ヒル 30」の主人公。ミズーリ州セントルイス出身。
第101空挺師団F中隊第3分隊の隊長。本作では、ノルマンディー上陸作戦から生還し、マーケット・ガーデン作戦に参加する。
自分が父親から譲り受けたピストルを持った者が次々と死んでおり、そのことを気にしている。またレゲットに関する何かを隠している。
サム・コリオン伍長（Cpl. Samuel Corrion）
声：川島得愛
第1作から引き続き登場している。武器の知識に長けており、米独両軍の歩兵装備に関しても詳しい。
前作ではレゲットを庇う心優しき兵だったが、本作では若いフランキーを嫌うなど若干性格が変更されている。また、昇級のチャンスを三度も逃している。
トマス・"ザノ"・ザノビッチ伍長（Cpl. Thomas "Zano" Zanovich）
声：伊丸岡篤
第1作から引き続き登場している。あまりいい家庭の育ちではないが、運命を信じている。
迷信を信じやすいため、ベイカーのピストルを持った者が次々死んでいることを気にしており、彼に対して不信感を抱いている。
ジャック・コートランド伍長（Cpl. Jack Courtland）
声：白熊寛嗣
第1作から引き続き登場している。ヤンキースの捕手になることを目指している。ベイカーのピストルの噂に関しては懐疑的。
デイル・マクレアリー上等兵（Pfc. Dale McCreary）
第1作から引き続き登場している。フランキーの兄貴分的な存在で彼をからかう。
フランキー・"ビーンズ"・ラロッシュ二等兵（Pvt. Franky "Beans" LaRoche）
補充兵の1人。マサチューセッツ州ノーフォーク出身。18歳と若いのだが、老け顔のため若く見られない。
高い射撃能力を持っており、ベイカーからは高く評価されているが、コリオンからは戦闘経験が全くないという理由で好かれていない。
ゲリー・"ジャズ"・ジャスパー上等兵（Pfc. Gary "Jas " Jasper）
補充兵の1人。ハートソックと仲が良く、第2分隊のジープに塗装を行った。また、ドイツ兵の真似を披露するなどコナーと共にギャグをよく言う。
ティモシー・コナー上等兵（Pfc. Timothy Connor）
補充兵の1人。出番は少ないが、ジャスパーと共に隊員達に向かってジョークを言い放った。
マイク・ドーソン上等兵（Pfc. Mike Dawson）
声：三宅健太
補充兵の1人。パドック、ホールデンと共に真っ先にベイカーの隠された真実を知った。
ネイサン・ホールデン上等兵（Pfc. Nathan Holden）
補充兵の1人。通信兵。パドック、ドーソンと共に真っ先にベイカーの隠された真実を知った。

### 第101空挺師団F中隊第2分隊
ジョー・"レッド"・ハートソック軍曹（Sgt. Joe "Red" Hartsock）
声：加瀬康之
第1作から引き続き登場している。第2作「名誉の代償」の主人公。ワイオミング州ララミー出身。
第101空挺師団F中隊第2分隊の隊長。ベイカー率いる第3分隊と協力して作戦を遂行する。
フランクリン・パドック伍長（Cpl. Franklin Paddock）
声：樫井笙人
第2作から引き続き登場している。カンザス州トピカ出身。他の兵士のことを使い物にならないと見下しており、部隊の兵士たちから嫌われている。
ジェームズ・ロゼッリ二等兵（Pfc. James Roselli）
大きな鼻が特徴のイタリア系。パドックから煽られて激怒する一面も見られた。
ディーン・"フライアー"・ウィンチェル二等兵（Pvt. Dean "Friar" Winchell）
第2作から引き続き登場している。パドックとは特に折り合いが悪い
ジェームス・マーシュ上等兵（Pfc. James Marsh）
第2作から引き続き登場している。

### その他の兵士
グレック・"マック”・ハッセー曹長（Msg. Greg "Mac" Hassay）
第1作から引き続き登場している職業軍人。第101空挺師団F中隊の全体をまとめる。
ジェイコブ・キャンベル伍長（Cpl. Jacob Campbell）
第2作から引き続き登場している。第101空挺師団F中隊第1分隊の隊長。とても献身的。
ロバート・コール中佐（Lt. Col. Robert Cole）
第502空挺歩兵連隊第3大隊の大隊長。ベイカーのことを高く評価している。
ロバート・シンク大佐（Lt. Col. Robert Cole）
第101空挺師団の連隊長。コールに代わって、ベイカーに指示を出す。
ケビン・レゲット二等兵（Pvt. Kevin "Legs" Leggett）
声：村治学
第1作で死亡したベイカーの部下。ベイカーの前に幻影となって現れ、彼の精神を追い詰める。

## 備考
- アメリカドラマ「バンド・オブ・ブラザーズ」の影響を色濃く受けていると評される当シリーズだが、ロバート・シンク大佐はBOBでも当人を演じたデイル・ダイが声の出演をしている。